# Associação de Futebol das Ilhas Cayman
A Associação de Futebol das Ilhas Cayman (em inglês: Cayman Islands Football Association, ou CIFA) é o orgão dirigente do futebol nas Ilhas Cayman. Ela é a responsável pela organização dos campeonatos disputados no país, bem como da Seleção Nacional.